# Feliks Zemdegs
Feliks Aleksanders Zemdegs (/ˈfilɪks ˈzɛmdɛɡz/, Lituano: Fēlikss Zemdegs; Melbourne, Australia, 20 de diciembre de 1995) es un velocista del cubo de Rubik (speedcuber) australiano, es junto a Max Park,  speedcuber que ha ganado el Campeonato Mundial de la Asociación Mundial de Cubos de Rubik Max park uno de sus amigos ganó 2 veces, en 2017 y 2023 y Feliks 2 veces también mundial 2013 y 2015.Hoy en día este speedcuber sigue participando en competencias de speedcubing, manteniendo 350 récords incluyendo: nacionales, continentales y mundiales

## Biografía
Zemdegs tiene ascendencia letona y su abuela materna es lituana. Zemdegs compró su primer cubo de Rubik en abril de 2008 después de inspirarse en videos y tutoriales de speedcubing en YouTube.
El primer tiempo no oficial que registró fue un promedio de 12,73 segundos el 14 de junio de 2008. Ha estado usando CFOP para resolver el 3 × 3 × 3 desde que tenía 12 años, el método Yau para resolver el 4 × 4 × 4, el método CLL para resolver el 2 × 2 × 2 y el método de Reducción para 5 × 5 × 5 a 7 × 7 × 7.
Ha ganado 619 eventos, ha quedado segundo en 109 eventos y ha quedado tercero en 62 eventos en total en muchas competencias del cubo de Rubik. Zemdegs ganó el evento 3 × 3 × 3 en la primera competencia a la que asistió, los Campos de Nueva Zelanda 2009 el 18 de julio de 2009, con un promedio de 13,74 segundos en la ronda final. También ganó 2×2×2, 4×4×4, 5×5x5, 3×3×3 con los ojos vendados y 3×3×3 con una mano.
En su próxima competencia, el Melbourne Summer Open 2010 el 28 de enero de 2010, Zemdegs estableció sus primeros récords mundiales de promedio de 3 × 3 × 3 y promedio de 4 × 4 × 4, con tiempos de 4.21 segundos y 18.01 segundos respectivamente.
Mantuvo el récord mundial promedio de 3 × 3 × 3 de forma continua desde entonces hasta el 23 de abril de 2017, mejorándolo 8 veces, finalmente a 6.45 segundos. La mayor cantidad de récords mundiales que ha tenido a la vez es 12, en mayo de 2011. Tan recientemente como el 28 de enero de 2017, tenía 11 de esos récords al mismo tiempo. En el Campeonato del Mundo de 2011 en Bangkok, Zemdegs ganó 2 × 2 × 2, 4 × 4 × 4, 5 × 5 × 5 y 6 × 6 × 6. También ocupó el tercer lugar en 3 × 3 × 3 después de ganar las tres primeras rondas, y quedó tercero en 7 × 7 × 7. En el próximo campeonato mundial, el Campeonato Mundial de 2013 en Las Vegas, Zemdegs ganó 3 × 3 × 3, 4 × 4 × 4 y 3 × 3 × 3 con una mano,También quedó segundo en 5 × 5 × 5 y tercero en 7 × 7 × 7. 
En el Campeonato del Mundo 2015 en São Paulo, Zemdegs ganó 3 × 3 × 3, 2 × 2 × 2, 4 × 4 × 4 y 5 × 5 × 5. También ocupó el segundo lugar en 6 × 6 × 6, 7 × 7 × 7 y Megaminx. En el Campeonato del Mundo de 2017 en París, Zemdegs ganó 5 × 5 × 5 y 7 × 7 × 7. También ocupó el segundo lugar en 6 × 6 × 6, 3 × 3 × 3 con una mano y Megaminx, y quedó tercero en 4 × 4 × 4. En el Campeonato Mundial de 2019 en Melbourne, Zemdegs solo logró el podio en un evento, quedando tercero en 5 x 5 x 5.  
Zemdegs tiene un sitio web, CubeSkills, que incluye tutoriales sobre cómo resolver el cubo de Rubik y otros acertijos. Hay hojas de algoritmos gratuitas y algunos videos tutoriales de resolución rápida gratuitos. El sitio también ofrece una membresía prémium, que permite el acceso a videos avanzados de resolución rápida.
Zemdegs tiene una licenciatura en Comercio de la Universidad de Melbourne, con especialización en Economía, con una amplia trayectoria de estudios en Ingeniería Mecánica.
En 2020, Zemdegs fue uno de los temas principales del documental de Netflix The Speed Cubers. En este documental se cuenta su trayectoria en el mundo del speedcubing y su relación de amistad con otro de los grandes speedcubers, Max Park.